# Антохин, Владимир Викторович
Владимир Викторович Антохин (род. 28 июля 1980, Люберцы, Московская область) — российский телевизионный ведущий, игрок клуба «Что? Где? Когда?», обладатель «Хрустальной совы» (2010). Выступал за команду Балаша Касумова.

## Биография
В 2004 году окончил Московский государственный технический университет им. Н. Э. Баумана, факультет «Инженерный Бизнес и Менеджмент», кафедра «Промышленная логистика». Также обучался в Академии народного хозяйства при правительстве РФ, степень MBA по направлению «Стратегический менеджмент».

### Что? Где? Когда?
Начал играть в школьном клубе в 1996 году.
Владимир до попадания в команду Балаша Касумова сыграл две игры. В весенней серии 2005 года Владимир выступал в составе команды МТС (при счете 5:5 капитан команды Арсений Тарасов взял решающий раунд, за столом остался Владимир Антохин, не смог ответить на вопрос, поэтому игра завершилась поражение знатоков со счетом 0:6), а в летней серии того же года сыграл в сборной команде Валентины Голубевой (игра развивалась по схожему сценарию, также завершилась решающим раундом, который проиграл Владимир Степанов, и закончилась с тем же счетом 0:6).
В период с 2007 по 2012 годы команда Касумова провела 19 игр в неизменном составе, став на тот момент самой стабильной по составу командой за всю историю «Что? Где? Когда?» на Первом канале. Вплоть до зимней серии 2012 года игроки команды также не принимали участия ни в каких сборных, выступая исключительно за команду Балаша Касумова. В этот период шестерка знатоков команды Касумова также стала самыми активно играющими знатоками: столько игр в эти годы не провел ни один другой член интеллектуального клуба.
Из 19 игр в эти годы 11 (58 %) завершились победой знатоков.
В соответствии с правилами, победа в финале года в юбилейный год существования клуба (в 2010 году) «Что? Где? Когда?» принесла команде Касумова главный командный приз — «Хрустальное гнездо» (статус обладателя «Хрустальной совы» получили все шестеро игроков команды).

### НТВ
Ведущий телепрограммы «Мы и наука. Наука и мы», которая еженедельно выходит на НТВ.